# Vehlage
Vehlage ist eine Ortschaft der ostwestfälischen Stadt Espelkamp in Nordrhein-Westfalen. Vehlage hat ca. 550 Einwohner und liegt im Westen der Stadt Espelkamp. Ortsvorsteher ist Friedhelm Meier (CDU).

## Geschichte
Bis zur Franzosenzeit gehörte Vehlage zur Vogtei Alswede im Amt Reineberg des Fürstentums Minden. Von 1807 bis 1810 gehörte der Ort zum Kanton Lübbecke des napoleonischen Satellitenstaats Königreich Westphalen. Von 1811 bis 1813 gehörte Vehlage unmittelbar zu Frankreich und dort zur Mairie Alswede im Arrondissement Minden des Departements der Oberen Ems.
1816 kam Vehlage zum neuen Kreis Rahden, aus dem 1832 der Kreis Lübbecke wurde. Bis zum 31. Dezember 1972 war Vehlage eine Gemeinde im Amt Alswede des Kreises Lübbecke. Am 1. Januar 1973 wurde Vehlage ein Ortsteil der vergrößerten Stadt Espelkamp.

## Vereine
- SC Blau-Weiß. Der Sportclub wurde 1975 gegründet und hat etwa 350 Mitglieder (Stand 2009). Als Sportarten werden Herren-Tischtennis, Damen- und Herren-Fußball angeboten.
- Schützenverein. Er wurde 1926 gegründet. Der Schützenverein Vehlage hat über 130 Mitglieder.